# Нівітігала (підрозділ окружного секретаріату)
Підрозділ окружного секретаріату Нівітігала — підрозділ окружного секретаріату округу Ратнапура, провінції Сабарагамува, Шрі-Ланка. Складається з 24 Грама Ніладхарі.